# Carpet (álbum)
Carpet es el segundo y último álbum de la banda de Death metal Ceremonial Oath. se lanzó en 1995 a través del sello discográfico Black Sun Records. El álbum cuenta con la participación de Tomas Lindberg de At The Gates como vocalista en tres de las canciones, y a Anders Fridén, como vocalista en las cuatro restantes.

## Lista de canciones
1. "The Day I Buried" – 6:06
2. "Dreamsong" – 3:44
3. "Carpet" – 3:30
4. "The Shadowed End" – 3:16
5. "One of Us/Nightshade" – 3:54
6. "Immortalized" – 3:48
7. "Hallowed Be Thy Name" – 6:46 (versión del tema de Iron Maiden)

## Miembros
- Anders Fridén - Voz en las canciones 1, 2, 3 y 7
- Tomas Lindberg - Voz en las canciones 4, 5 y 6
- Anders Iwers - Guitarra
- Mikael Andersson - Bajo
- Tomas Johansson - Bajo
- Markus Nordberg - Batería